# Primula rotundifolia
Primula rotundifolia là một loài thực vật có hoa trong họ Anh thảo. Loài này được Wall. miêu tả khoa học đầu tiên năm 1824.